# Washington Open 1999
Il Washington Open 1999, noto come Legg Mason Tennis Classic per motivi di sponsorizzazione, è stato un torneo di tennis giocato sul cemento. È stata la 31ª edizione del Washington Open e faceva parte della categoria International Series Gold nell'ambito dell'ATP Tour 1999. Si è giocato a Washington negli Stati Uniti, dal 16 al 22 agosto 1999.

## Campioni

### Singolare
Andre Agassi ha battuto in finale  Evgenij Kafel'nikov con il punteggio di 7–6(3), 6–1.

### Doppio
Justin Gimelstob /  Sébastien Lareau hanno battuto in finale  David Adams /  John-Laffnie de Jager con il punteggio di 7–5, 6(2)–7, 6–3.